# La Avanzada
La Avanzada fou un setmanari republicà federal, òrgan de la Joventut Federal de Tarragona. Va ser fundat el gener de 1902 pel periodista, lingüista i polític Antoni Rovira i Virgili, que va dirigir la publicació fins al maig de 1902. El també periodista i polític Claudi Ametlla i Coll en va ser sotsdirector. Després d'intentar infructuosament catalanitzar La Avanzada i l'Ateneu de la Classe Obrera, ell i Rovira en van ser expulsats.